# Nord contre Sud
Nord contre Sud est un roman épique et historique de Jules Verne, paru en 1887.

## Historique
L'œuvre paraît d'abord en feuilleton dans le Magasin d'éducation et de récréation du 1er janvier au 1er décembre 1887, puis en volume dès le 17 novembre de la même année chez Hetzel.

## Résumé
L'histoire du roman se déroule aux États-Unis, en 1862, c'est-à-dire pendant la guerre de Sécession, qui se terminera par la reddition du général Lee sudiste au général Grant nordiste en 1865. Le théâtre des événements en est la Floride, du septentrion où se trouve la plantation du héros, "Camdless-Bay", au méridien où se situe le dénouement du récit dans les Everglades, ces marais insalubres à la navigation difficile.
L'action se déroule tout au long du fleuve Saint Johns, sur lequel la navigation se fait à bord des grands bateaux à vapeur et roues à aubes pour les riches colons, la population pauvre naviguant, elle, à bord des squiffs. James Burbank, propriétaire d'une plantation en Floride, est un homme de quarante-cinq ans originaire du Nord dans un État du sud de l'Union. Le colon emploie des noirs sur sa plantation, en appliquant des principes d'humanité et d'égalité des races, en avance sur son temps et en contradiction avec les idées des "petits blancs" et de la "populace" dont se composaient les autochtones à l'époque du récit (ces termes entre guillemets sont ceux de Jules Verne).
Burbank père fait travailler ses Noirs librement et les affranchit après avoir été défié par les partisans de l'esclavage - à la tête desquels se trouve son pire ennemi, le bandit de grand chemin Texar -, de mettre ses actes en conformité avec ses idées. Il s'agissait en réalité d'un piège puisque, peu après, Texar se fait élire à la tête des magistrats de Jacksonville et accuse James Burbank d'être un traître au  profit de l'armée nordiste, car son fils Gilbert s'est engagé dans l'armée des Bleus pour combattre les sécessionnistes. Texar fait ainsi voter un décret qui ordonne le départ du territoire floridien des affranchis, ce à quoi ne peut bien entendu se résoudre ni le colon ni ses Noirs qui désirent rester volontairement et en pleine liberté au service de celui-ci, dont la générosité est notoire.
L'application de ce décret est prétexte à une expédition punitive sur Camdless-Bay, à la tête de laquelle Texar se place, où les ex-esclaves sont chassés ou tués, leurs barracons pillés puis incendiés, malgré la défense héroïque de James Burbank et des siens (son beau-frère Edward Carroll, le père de sa future bru Walter Stannard et cette dernière, Alice, dont la mère décédée était française).
Burbank doit se défendre contre ce voisin en attendant que les troupes unionistes prennent le contrôle du pays, le commodore Dupont se rapprochant tout au long du récit de Jacksonville, dont il atteindra la rade à la faveur d'une tempête formidable, signe du destin, et de la direction de ses embarcations par le fidèle Mars, Noir au service du colon, engagé dans l'armée unioniste avec le fils de ce dernier, Gilbert, le fiancé d'Alice Stannard.
Au cours de ces événements, Texar réussit à kidnapper la plus jeune fille de Burbank, Diana dite Dy, accompagnée de la fidèle Zermah, la femme de Mars, entrés tous deux au service du généreux colon sept ans plus tôt, à prix d'or, Burbank ayant surenchéri sur Texar pour que le couple ne soit pas séparé.
La haine que voue Texar à James Burbank va au-delà de ses idées contraires, puisque le colon l'a toujours mis en accusation formelle dans les méfaits pour lesquels Texar comparaissait en réussissant toujours à être relaxé, celui-ci établissant un alibi, pour avoir été vu au même moment à des centaines de kilomètres !

## Personnages
- James Burbank, colon et propriétaire terrien, expatrié du nord de l'Union, anti-esclavagiste.
- Texar, bandit sans foi ni loi, se réfugiant dans son repaire de la Crique-Noire.

- Edward Carroll, beau-frère de James Burbank ; dévoué et volontaire, il partage les idées unionistes.
- Walter Stannard, père d'Alice, la fiancée de Gilbert, veuf et acquis à la cause nordiste.
- Zermah, esclave affranchie au cours du récit par James Burbank mais qui refusera sa liberté pour mieux rester au service du colon ; elle est l'épouse de Mars.

- Gilbert Burbank, fils du colon, engagé dans l'armée de l'Union où il est devenu lieutenant en récompense de ses actes de bravoure, sert la flottille du commodore Dupont ; il est fiancé à Alice.
- Mars, esclave affranchi, époux de Zermah ; leur couple de métis figure chez Jules Verne l'intelligence et l'apport du sang blanc lorsqu'il se mêle au noir ; il est le bras droit de Gilbert et sa connaissance du Saint-John est à l'origine de plus d'un morceau de bravoure du roman.
- Alice Stannard, fiancée de Gilbert, elle est orpheline de mère et tient d'elle à la fois sa beauté et sa rationalité, celle-ci étant de sang français.
- Le Saint-John, ce fleuve qui irrigue la Floride du nord au sud, est un véritable personnage du roman, doué d'un comportement, tantôt hébergeant les héros au fil de ses îlots, tantôt donnant refuge aux coquins qui mouillent dans ses criques.

## Thèmes verniens abordés
Les thèmes verniens abordés au cours du récit sont l'abolition de l'esclavage, la guerre de Sécession et la gémellité, des thèmes chers au cœur de l'auteur.
Il s'agit d'un roman très brillant de Jules Verne, plein de fougue, d'entrain, d'enthousiasme épique et d'idées optimistes et édifiantes.